# Hyponephele nivellei
Hyponephele nivellei är en fjärilsart som beskrevs av Charles Oberthür 1920. Hyponephele nivellei ingår i släktet Hyponephele och familjen praktfjärilar. Inga underarter finns listade i Catalogue of Life.